# Португалія на літніх Олімпійських іграх 1928
Португалія брала участь у Літніх Олімпійських іграх 1928 в Амстердамі (Нідерланди) учетверте за свою історію, і завоювала одну бронзову медаль.

## Бронза
Фехтування, чоловіки — Frederico Paredes, Henrique da Silveira, João Sassetti, Jorge de Paiva, Mário de Noronha і Paulo d'Eça Leal.